# コンプレックス 可愛いコになれない
『コンプレックス 可愛いコになれない』（コンプレックス かわいいコになれない）は、1989年12月29日の19:00 - 19:54にTBS系列で放送されたスペシャルドラマ。当時人気絶頂期だったWinkの二人が主演・ヒロインを務めている。

## ストーリー
城南大学に通い、新聞部でカメラマンをしている亜紀子（鈴木）は、陸上部員の徹（山本）に想いを寄せていた。ある日亜紀子は、学内で久里子（相田）という女子学生とすれ違いざまにぶつかったがそのまま立ち去られしまう。その後、亜紀子が陸上部の部室に立ち寄り、部員たちと話をしていると、久里子が「自分を陸上部のマネージャーにして欲しい」と訪ねてくる。

## キャスト
- 鈴木早智子
- 相田翔子
- 山本陽一
- 曽根清美
- 中野智行
- 佐久間哲
- 小池達郎
- 正村英司
- 石堂穣

ほか

## スタッフ
- 原作・脚本 - 内館牧子
- プロデューサー - 八木康夫、田代誠
- 演出 - 田代誠
- 主題歌 - 「One Night In Heaven 〜真夜中のエンジェル〜」Wink